# Elastomer
Elastomery jsou polymery, které jsou viskoelastické, mají vysokou viskozitu a jsou zároveň elastické. Dalšími typickými vlastnostmi jsou slabé mezimolekulové interakce a většinou nízký modul pružnosti v tahu. Monomerní jednotky v jejich molekulách jsou obvykle složeny z atomů několika různých prvků, například uhlíku, vodíku, kyslíku a křemíku. Elastomery bývají amorfní. Nejčastěji se používají na výrobu pryží, těsnění a lepidel. Dalšími využitími jsou výroba podrážek, tlumičů a tepelných izolací.
Mezinárodní unie pro čistou a užitou chemii (IUPAC) definuje pojem elastomer jako „polymer, který má pružnost podobnou kaučuku“.
Polymerní řetězce v elastomerech na sebe působí slabými mezimolekulovými silami, díky čemuž je možné je snadno natahovat. K elastomerům patří mimo jiné přírodní kaučuk, chloroprenový kaučuk, buna-s a buna-n.

(A) je polymer v základním stavu; (B) je stejný polymer, na který působí mechanické napětí. Po jeho uvolnění se polymer vrátí do A.

Pružnost elastomerů způsobuje schopnost dlouhých řetězců se vrátit do původní konfigurace. V důsledku toho se mohou různé elastomery vratně prodloužit o 5 až 700 %. Bez překřížení by docházelo k trvalé změně tvaru.
Elastomery ochlazené do sklovité nebo krystalické fáze mají méně pohyblivých řetězců a jsou tak méně pružné než za vyšších teplot.
Polymer může být pružný i bez překřížené struktury, k čemuž dochází u termoplastů.

## Příklady

### Nenasycené polymery, které lze vulkanizovat
- Polyterpeny, například přírodní kaučuk a gutaperča

- Syntetický kaučuk
- Polybutadien
- Polychloropren
- Butylový kaučuk (kopolymer isobutenu a isoprenu
  - Halogenované butylové kačuky
- Styren-butadienový kaučuk (kopolymer styrenu a buta-1,3-dienu)
- Nitrilový kaučuk (kopolymer buta-1,3-dienu a akrylonitrilu)

### Nasycené kaučuky, které nelze vulkanizovat
- Ethylen-propylenový kaučuk, kopolymer ethenu a propenu
- Epichlorhydrinový kaučuk
- Akrylátové kaučuky
- Silikonový kaučuk
- Fluorelastomery
- Perfluorelastomery
- Chlorsulfonovaný polyethylen
- Polyethylen-vinylacetát

## Druhy elastomerů
- Termoplastické elastomery
- Bílkoviny resilin a elastin
- Polysulfidové kaučuky
- Elastolefiny, používané na výrobu tkanin